# Brachythecium
A Brachythecium egy lombosmoha nemzetség, mely körülbelül 300 fajt foglal magába világszerte. A fajok többsége kozmopolita, tápanyagban gazdag élőhelyeken élnek.

## Megjelenésük
A Brachythecium fajok nagyon változatos megjelenésűek. A szára lehet kúszó vagy felálló, szabálytalanul vagy szabályosan elágazó. A levelek lehetnek háromszögletűek, szív alakú, oválisak vagy lándzsa alakúak. A levéllemez lehet ráncos vagy sima is, de általában hosszabb, vékonyodó hegyben végződik. A főhajtás és az oldalhajtások levelei lehetnek azonosak vagy eltérőek. A levéllemez sejtjei mindig prosenchymatikusak, azaz hosszúkásak, keskenyek, vékony sejtfalakkal. A levélér mindig egyszerű, lehet erős a levél csúcsáig érő, de a fajok többségében csak a levéllemez feléig, 1/3-ig ér. A spóratok általában ferde állású gömbölyű vagy hengeres, a seta piros színű. A tok fedele általában rövid csúcsú.

## Elterjedésük
Brachythecium fajok általában tápanyagban gazdag aljzaton nőnek. Gyakran mészben szegény helyeken is megtalálhatóak. Néhány faj epifita, azaz fán élő, de vannak sziklákon és talajon élő fajok is.
A Brachythecium fajok Európában és a világon is szélesen elterjedtek, gyakran mesterséges élőhelyeken: ember lakta és formált helyeken tömegesen is előfordulnak, mivel itt gyakori a tápanyag felhalmozódás.

## Rendszertanjuk
A nemzetségbe tartozó fajok rendszertani besorolása nagyon változó, egyes fajokat korábban a Brachytheciastrum és Sciuro-hypnum nemzetségbe soroltak, de most ezeket ide sorolták, illetve a Cirriphyllum és Homalothecium  nemzetségből is kerültek fajok ide.

## Fajok
Világszerte körülbelül 300 Brachythecium faj él, Közép-Európában 20 faj, Magyarországon eddig az itt felsorolt fajokat találták meg:
- Brachythecium albicans
- Brachythecium campestre
- Brachythecium capillaceum
- Brachythecium geheebii
- Brachythecium glareosum
- Brachythecium laetum
- Brachythecium mildeanum
- Brachythecium laetum
- Brachythecium plumosum
- Brachythecium populeum
- Brachythecium reflexum
- Brachythecium rivulare
- Brachythecium rutabulum
- Brachythecium salebrosum
- Brachythecium velutinum

## Fordítás
- Ez a szócikk részben vagy egészben  a   Brachythecium című német Wikipédia-szócikk ezen változatának fordításán alapul.  Az eredeti cikk szerkesztőit annak laptörténete sorolja fel. Ez a jelzés csupán a megfogalmazás eredetét és a szerzői jogokat jelzi, nem szolgál a cikkben szereplő információk forrásmegjelöléseként.